# 紋別バイオマス発電所
紋別バイオマス発電所（もんべつバイオマスはつでんしょ）は、北海道紋別市にあるバイオマスの発電所。

## 概要
紋別の社有林において山林経営を行っている住友林業と住友共同電力による合弁事業であり、オホーツク地域にある未利用の林地残材や間伐材などを使用したバイオマス発電会社「紋別バイオマス発電株式会社」と発電所に供給する燃料チップの製造会社「オホーツクバイオエナジー株式会社」を設立し、住友林業グループでは「川崎バイオマス発電所」に次いで2番目となるバイオマス発電事業を行っている。一連の総事業費は約150億円に上った。主燃料となるオホーツクバイオエナジーが自社生産した木質チップ（ウッドチップ）のほか、協力工場から集荷した木質チップや輸入パーム椰子殻（PKS）、補助燃料の石炭を使用している。紋別市が所有する紋別港の工業用地にバイオマス発電所とチップ工場を建設しており、発電所の総出力は約50 MW（約50,000 kW）、年間の総発電量は一般家庭約65,000世帯分の電力を発電して北海道電力ネットワーク紋別変電所に送電している。

## 設備
- チップ移送コンベア
- 木質バイオマスバンカ
- ボイラー（循環流動層ボイラ）
- タービン+発電機
- バグフィルター（集塵装置）

- 発電所敷地内のオホーツクバイオエナジー施設
  - 原木置き場
  - チップ工場
  - チップヤード（最大4日分保管）

## 関連施設
- オホーツクバイオエナジー
  - 枝幸サテライトチップ製造工場
  - 小向原木置場
- 佐藤木材工業[6]